# Three Friends
Three Friends är ett musikalbum av den engelska progressiva rockgruppen Gentle Giant, utgivet 1972. Albumet har ett speciellt sound, och skiljer sig något från de två tidigare albumen Gentle Giant och Acquiring the Taste. Det var det första albumet som gruppen producerade själv, efter att de två första producerats av Tony Visconti. Det var också gruppens första och enda album med Malcolm Mortimore som trummis.

## Låtlista
1. "Prologue" - 6:14
2. "Schooldays" - 7:37
3. "Working All Day" - 5:12
4. "Peel the Paint" - 7:32
5. "Mister Class and Quality?" - 3:23
6. "Three Friends" - 5:27

## Medverkande
- Gary Green - gitarr, percussion, sång
- Kerry Minnear - percussion, keyboard, sång, Moogsynth, vibrafon
- Malcolm Mortimore - trummor
- Derek Shulman - bas, gitarr, sång
- Phil Shulman - saxofon, sång
- Ray Shulman - bas, percussion, fiol, sång, 12-strängad gitarr